# Kuryong sa
Kuryong sa (구룡사 Klasztor Dziewięciu Smoków) – koreański klasztor, bliźniaczy do Suwolsŏnwon. Od 1984 r. znajduje się w Narodowym Parku góry Ch'iak (치악산국립공원).

## Historia klasztoru
Klasztor został założony przez Ŭisanga na północnym zboczu góry Ch'iak. Według legendy, został zbudowany w miejscu, gdzie w jeziorze żyło dziewięć smoków. Po wygranym przez mnicha zakładzie, osiem smoków opuściło jezioro, pozostał jeden ślepy, który służył pomocą Ŭisangowi. Przez jakiś czas był to klasztor związany ze szkołą hwaŏm.
Prawdopodobnie większa część klasztoru została wybudowana z panowania 19 króla dynastii Chosŏn Sukjonga (pan. 1674–1720), o czym świadczy styl architektoniczny niektórych budynków.
Chociaż forma zapisu nazwy klasztoru nie uległa zmianie, to za dynastii Chosŏn zmieniła ona nazwę z "Klasztoru Dziewięciu Smoków", na "Klasztor Żółwiego Smoka". Kształt góry Ch'iak przypomina żółwia.

## Adres klasztoru
- 500 Guryongsa-ro, Socho-myeon (1029 Hakgok-ri), Weonju, Gangwon-do, Korea Południowa